# Don't Hide Your Love
«Don't Hide Your Love» — пісня американської співачки та акторки Шер, що вийшла як другий сингл з альбому «Foxy Lady» 1972 року. Пісню написали Ніл Седака та Говардом Грінфілдом. 

## Історія
Пісня посіла 46-е місце у чарті «Billboard Hot 100» та 19-е місце у чарті «Adult Contemporary». Редактор «AllMusic» Джо Вігліоне написав, що ця пісня мала бути записана дуетом із самим її автором, що могло б привернути більше уваги публіки. Седака також записав «Don't Hide Your Love», окрім цього кавер пісні виконала Петула Кларк у її LP «Now» 1972 року.

## Чарти
| Чарт (1972)                                     | Позиція |
| ----------------------------------------------- | ------- |
| Канада (Canadian Hot 100 (RPM))                 | 44      |
| Канада (RPM Adult Contemporary)                 | 32      |
| США (Billboard (Hot 100))                       | 46      |
| США (Billboard (Hot Adult Contemporary Tracks)) | 19      |
| США (Cash Box Top 100)                          | 50      |